# Tessin (Mecklembourg-Poméranie-Occidentale)
Pour les articles homonymes, voir Tessin.
Tessin est une ville du Mecklembourg-Poméranie-Occidentale située dans l'arrondissement de Rostock.

## Géographie
Tessin est située sur la rive occidentale de la rivière Recknitz, entre les villes de Rostock, Laage, Gnoien et Bad Sülze.

## Quartiers
- Helmstorf
- Klein Tessin
- Neu Gramstorf
- Vilz

## Personnalités liées à la ville
- Ernst Heydemann (1876-1930), homme politique né à Tessin.
- Christa Köhler (1951-), plongeuse née à Tessin.
- Roland Methling (1954-), homme politique né à Tessin.

## Jumelages
- Großhansdorf (Allemagne) depuis 1990
- Postomino (Pologne)